# Herindeling Saksen-Anhalt 2007
De Herindeling van Saksen-Anhalt (ook wel Districtenherindeling 2007 genoemd) werd op 1 juli 2007 geëffectueerd. Hiertoe is op 6 oktober 2005 een wet aangenomen door het deelstaatparlement.
Uit voormalige 21 districten werden elf nieuwe gecreëerd. Slechts de Stadsdistricten Halle en Maagdenburg, plus de districten Salzwedel en Stendal zijn ongewijzigd blijven bestaan. De overige districten werden opgeheven dan wel samengevoegd. De nieuwe namen en bestuurszetels zijn in de wet die is aangenomen door het parlement vastgelegd. De districten kunnen in een constituerende zitting met tweederdemeerderheid besluiten tot het voeren van een andere, afwijkende naam. Een kleine aanpassing van de plannen vond plaats na de parlementsverkiezingen van 26 maart 2006. De belangrijkste wijziging was dat de stad Zerbst zelf kan bepalen tot welk district het gaat behoren, waarbij gekozen kan worden tussen Anhalt-Jerichow, Anhalt-Bitterfeld of Wittenberg. In de plannen uit 2005 wordt de plaats ingedeeld in Anhalt-Bitterfeld.
Het is voor de tweede maal dat tot een fusie van districten wordt besloten. In 1994 werden de toen nog bestaande 37 districten en 3 stadsdistricten samengevoegd tot 21 districten (de stadsdistricten bleven bestaan). 

## De nieuwe districten vanaf 1 juli 2007

Gebiedsindeling Saksen-Anhalt na bestuurshervorming

### Anhalt-Bitterfeld
In de eerste fusieplannen werd ervan uitgegaan dat het district Bitterfeld en Köthen tot het nieuwe district Anhalt-Bitterfeld zouden fuseren. Anhalt-Bitterfeld zou het kleinste district van de deelstaat worden, met een oppervlakte van 984 km². De hoofdplaats wordt de stad Köthen. 
Eveneens in het district liggend, fuseren de gemeenten Bitterfeld, Thalheim, Greppin, Holzweißig en Wolfen tot de nieuwe gemeente Bitterfeld-Wolfen.
In twee referenda werd door de inwoners van de stad Zerbst en de Verwaltungsgemeinschaft Elbe-Ehle-Nuthe uitgesproken dat zij ook tot het district willen behoren. Voor de Verwaltungsgemeinschaft betekent dit dat een gedeelte bij Anhalt-Bitterfeld wordt gevoegd en het restant bij het district Jerichower Land.

### Anhalt-Jerichow
In de fusieplannen van de deelstaatregering was ook een nieuw te vormen district met deze naam opgenomen. Het lag in de bedoeling dat het district Jerichower Land, de Verwaltungsgemeinschaft Elbe-Ehle-Nuthe en de stad Zerbst uit het district Anhalt-Zerbst een fusie zouden aangaan. Door referenda in Zerbst en in Elbe-Ehle-Nuthe is de uitkomst geworden dat de stad Zerbst en een gedeelte van de Verwaltungsgemeinschaft naar Anhalt-Bitterfeld gaan en het restant van de Verwaltungsgemeinschaft wordt toegevoegd aan Jerichower Land.

### Börde
Het district Börde is een fusie van de districten Bördekreis en Ohrekreis. De oppervlakte van het nieuwe district bedraagt 2370 km². Hoofdplaats wordt Haldensleben.

### Burgenlandkreis (2007)
Het nieuwe district Burgenlandkreis ontstaat door samenvoeging van de districten Weißenfels en Burgenlandkreis. Het toekomstige district ligt in het zuiden van Saksen-Anhalt en is 1413 km² groot. De hoofdplaats wordt Naumburg (Saale). In de planning van de deelstaat was opgenomen dat de naam Burgenland zou gaan luiden. In de eerste zitting van het nieuwe districtsparlement is echter uit kostenoverwegingen besloten de naam Burgenlandkreis te handhaven.

### Harz (district)
Het district Harz wordt gesticht door een fusie van de districten Halberstadt, Wernigerode, Quedlinburg en de stad Falkenstein (Harz) uit het district Aschersleben-Staßfurt. Het district wordt 2106 km² groot. Hoofdplaats wordt Halberstadt.
De naam heeft tot protesten uit Nedersaksen geleid, waarvan ook delen tot de Harz behoren.

### Jerichower Land
Het bestaande district wordt met 5 gemeenten uitgebreid met een gedeelte van de Verwaltungsgemeinschaft Elbe-Ehle-Nuthe. Tegelijkertijd verandert ook de naam van het Verwaltungsgemeinschaft Möckern-Fläming in Verwaltungsgemeinschaft Möckern-Loburg-Fläming. Het bestuurscentrum blijft daardoor Burg.

### Mansfeld-Südharz
Het district Mansfeld-Südharz wordt opgericht ten koste van de districten Sangerhausen en Mansfelder Land. De oppervlakte gaat 1448 km² bedragen. Hoofdplaats wordt Sangerhausen.

### Saalekreis
De Saalekreis ontstaat door de fusie van de districten Merseburg-Querfurt en Saalkreis. Het stadsdistrict Halle an der Saale zal in het district liggen, zonder er deel van uit te maken. De oppervlakte van het district zal 1433 km² bedragen. Als bestuurscentrum wordt gekozen voor Merseburg.

### Salzland
Dit district ontstaat door een fusie van de districten Aschersleben-Staßfurt (met uitzondering van Falkenstein /Harz), Bernburg en Schönebeck. De oppervlakte bedraagt na de fusie 1426 km². Het bestuurscentrum wordt gevestigd in Bernsburg.

### Wittenberg
Het bestaande district Wittenberg wordt uitgebreid met de Verwaltungsgemeinschaften Coswig en  Wörlitzer Winkel uit het district Anhalt-Zerbst, de hoofdplaats blijft derhalve Wittenberg. De nieuwe oppervlakte wordt 1930 km².

## Stadsdistricten vanaf 1 juli 2007

### Dessau-Roßlau
Vanaf 1 juli 2007 fuseert het stadsdistrict Dessau met de stad Roßlau uit het district Anhalt-Zerbst tot het nieuwe stadsdistrict Dessau-Roßlau. Met 244,6 km² wordt dit een van de grootste stadsdistricten van Duitsland.